# Saint-Georges-de-Longuepierre
Saint-Georges-de-Longuepierre är en kommun i departementet Charente-Maritime i regionen Nouvelle-Aquitaine i västra Frankrike. Kommunen ligger  i kantonen Aulnay som ligger i arrondissementet Saint-Jean-d'Angély. År 2022 hade Saint-Georges-de-Longuepierre 235 invånare.

## Befolkningsutveckling
Antalet invånare i kommunen Saint-Georges-de-Longuepierre
Referens:INSEE